# P. V. Sindhu
Pusarla Venkata Sindhu (* 5. červenec 1995 Hajdarábád) je indická badmintonistka. V roce 2019 vyhrála mistrovství světa v badmintonu a získala medaile na olympijských hrách 2016 a 2021. V roce 2022 také vyhrála zlatou medaili Hry Commonwealthu.